# Werich a Suchý – Lucerna 1977
 Werich a Suchý – Lucerna 1977 je živě natočené album, které vzniklo během vystoupení Jana Wericha, Jiřího Suchého a dalších osobností v Lucerně v roce 1977. Takřka patnáct let zůstala neoficiálně pořízená nahrávka ležet v archivu, než ji společnost Multisonic vydala po sametové revoluci v roce 1990, a to pod katalogovým číslem 31 0017-1.

## Okolnosti vzniku alba
Slavnostní večer se konal u příležitosti 50. výročí premiéry první hry Jana Wericha a  Jiřího Voskovce Vest Pocket Revue. Celý večer zajistil František Spurný, který vystoupení tehdy politicky nepohodlných interpretů zamaskoval tím, že akci pořádal pod Svazem pro spolupráci s armádou. "Pan Spurný, který to dobrodružným způsobem zorganizoval a spolu s příslušnou pořádající organizací Svazarmu oblafl bdělé městské stranické orgány, získal pro svůj záměr Jana Wericha, a ten souhlasil, abych s ním stanul na pódiu a trochu jsme si povídali," napsal k večeru po letech Jiří Suchý. Ona dobrodružná organizace spočívala v tom, že František Spurný nejprve vylepil plakáty a vyprodal sál Lucerny a teprve poté zažádal o povolení k uspořádání večera. Na LP desce vyšel pouze dialog obou hlavních hvězd a k němu tři vybrané písně, které zazněly, nicméně oslavného večera se účastnili i další umělci jako Ljuba Hermanová, František Filipovský, Jiří Jelínek, Ferdinand Havlík či Waldemar Matuška. V klasických hitech Osvobozeného divadla je doprovázel Taneční orchestr Československého rozhlasu vedený Josefem Vobrubou, na klavír hrál Karel Růžička. Ve finále přišli gratulovat a společně zazpívat píseň "Svět patří nám" také Eduard Haken, Karel Gott, Naďa Urbánková, Václav Neckář, Vladimír Menšík, Jiří Sovák, Miloš Nedbal, Rudolf Hrušínský nebo Jan Tříska. Vše režíroval Ján Roháč, mezi hosty nechyběl také v Praze právě vystupující ruský komik Arkadij Rajkin.

## Vydání a přijetí alba
Gramofonová deska Werich a Suchý – Lucerna 1977 vyšla v obale od výtvarníka Jiřího Vlčka s fotografiemi Miroslava Zajíce, sestavil ji Zdeněk Všelicha. Jiří Suchý pro obal desky napsal vzpomínkový doprovodný text (sleeve note). Z dobových reakcí v tisku: "Jeho (Werichovo) vyznání z lásky k divadlu a výsměch lidské malosti je stále působivý i v době, kdy už není potřeba mluvit pomocí jinotajů," napsal k albu Aleš Faix v deníku Práce. V dochované korespondenci mezi V+W reaguje Jiří Voskovec na mluvené slovo velmi pozitivně ("Když se mi to zvlášť zalíbilo, dal jsem si to na plný pecky - byla to nádhera, skvost a svatozář."), ale kritizuje hudební program: "Jedině ten orkestr, co ho tak chválili kritikové v tisku, že jako to je vopravdu jako Ježkův band a žádný ty moderní instrumentace, co se prej jeden čas k tomu dělaly – jestli to byl autentickej Ježek, tak jsem Kmoch – to tedy byla děsná kapela a v pravém slova smyslu džes."
V roce 2007 vydala firma Multisonic reedici alba s mírně odlišným obalem také na CD (a o dva roky později znovu v nové úpravě jako přílohu bulvárního časopisu Blesk). Rozšířená varianta záznamu obohacená o monolog Františka Filipovského, písně "David a Goliáš" (zpěv Jiří Suchý) a "Svět naruby" (zpěv Waldemar Matuška) vyšla v rámci CD "Jan Werich – Suma sumárum" v roce 2019 u vydavatelství Supraphon. Některé další nahrávky (např. "Stonožka" v podání Jiřího Suchého) zůstávají dosud nevydané.

## Seznam skladeb
| Strana 1 | Strana 1                        | Strana 1                                  | Strana 1                      | Strana 1 |
| Pořadí   | Název                           | Autor                                     | Zpěv                          | Délka    |
| -------- | ------------------------------- | ----------------------------------------- | ----------------------------- | -------- |
| 1.       | Echo of the Music Hall          | Jaroslav Ježek                            | Orchestrální skladba          | 1:19     |
| 2.       | Úvod                            | Jiří Suchý                                | hovoří Jiří Suchý             | 2:07     |
| 3.       | Vzpomínání na Vest Pocket Revue | Jiří Suchý, Jan Werich                    | hovoří Jan Werich, Jiří Suchý | 5:51     |
| 4.       | Ezop a brabenec                 | Jaroslav Ježek, Jiří Voskovec, Jan Werich | Jiří Suchý                    | 2:25     |
| 5.       | Jak jsme začínali               | Jiří Suchý, Jan Werich                    | hovoří Jan Werich, Jiří Suchý | 6:16     |
| 6.       | Vyznání lásky                   | Jaroslav Ježek, Jiří Voskovec, Jan Werich | Jiří Suchý                    | 5:34     |

| Strana 2 | Strana 2               | Strana 2                                  | Strana 2                      | Strana 2 |
| Pořadí   | Název                  | Autor                                     | Zpěv                          | Délka    |
| -------- | ---------------------- | ----------------------------------------- | ----------------------------- | -------- |
| 7.       | O klaunech             | Jiří Suchý, Jan Werich                    | hovoří Jan Werich, Jiří Suchý | 3:46     |
| 8.       | Tmavomodrý svět        | Jaroslav Ježek, Jiří Voskovec, Jan Werich | Jiří Suchý                    | 2:51     |
| 9.       | Gratulace              | Jiří Suchý, Jan Werich                    | hovoří Jan Werich, Jiří Suchý | 4:57     |
| 10.      | Echo of the Music Hall | Jaroslav Ježek                            | Orchestrální skladba          | 0:56     |

## Hudební doprovod
- Ježkův Hot-jazz (1, 10)
- Taneční orchestr Československého rozhlasu, řídí Josef Vobruba (4, 6, 8)
- Sbor Lubomíra Pánka (4)